# Dio della pioggia
In numerose religioni politeiste è presente una divinità della pioggia
- Adad nella mitologia mesopotamica
- Ajok nelle religioni africane
- Attar nella Religione cananea
- Chaac nella religione maya
- Indra nell'induismo
- Kon nella mitologia inca
- Perkūnas nelle religioni baltiche
- Tlaloc nella mitologia azteca
- Tsovinar (divinità) nella mitologia armena
- Yinglong nella mitologia cinese